# Петре Богданов
Вижте пояснителната страница за други личности с името Богданов.
Петре Богданов с псевдоним Кочко (на македонска литературна норма: Петре Богданов - Кочко) е оперен певец, композитор и югославски партизанин, деец на НОВМ.

## Биография
Роден е в Скопие на 12 март 1913 година. Ранен е в крака при атентата срещу Мане Мачков, извършен от Кочо Битоляну. Служи в отдел Агитационна пропаганда към Генералния щаб на НОВ и ПОМ. Като служител там отговаря за създаването в периода септември-декември 1943 година на училища, където да се преподава литературен македонски. От следващата година работи по въпросите на населението в Егейска Македония. Изпратен е от щаба на НОВ и ПОМ в Егейска Македония, за да координира действията на тамошните партизани от Егейска Македония с гръцкото съпротивително движение. Делегат е на Първото заседание на АСНОМ.
След Втората световна война той е един от основателите на Национална опера и балет в Социалистическа република Македония и на първото музикално училище, както и първи председател на Дружеството на музикантите на Македония. Като оперен певец изпълнява редица важни роли.